# 国道500号

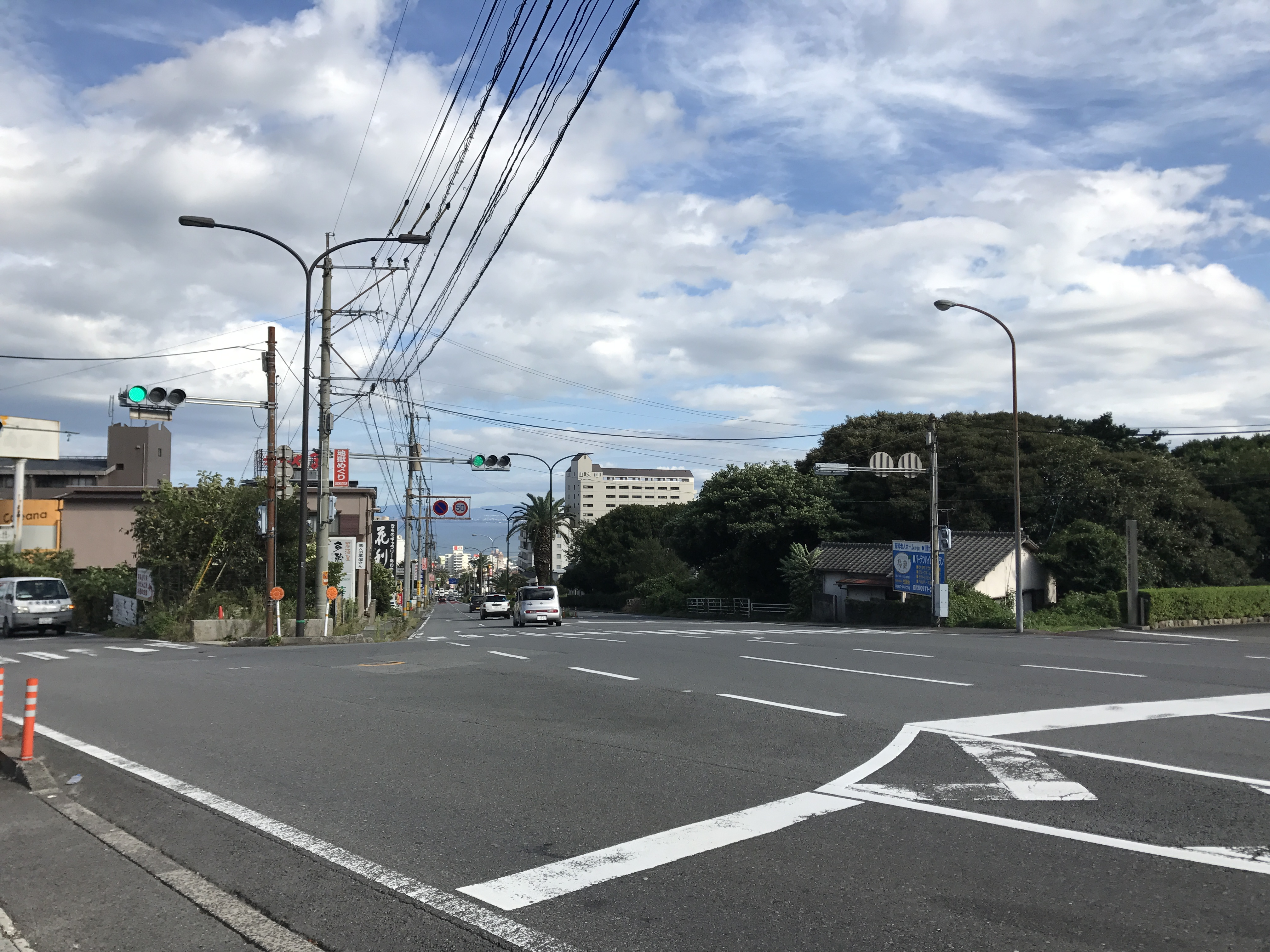
海地獄付近から起点方向を望む

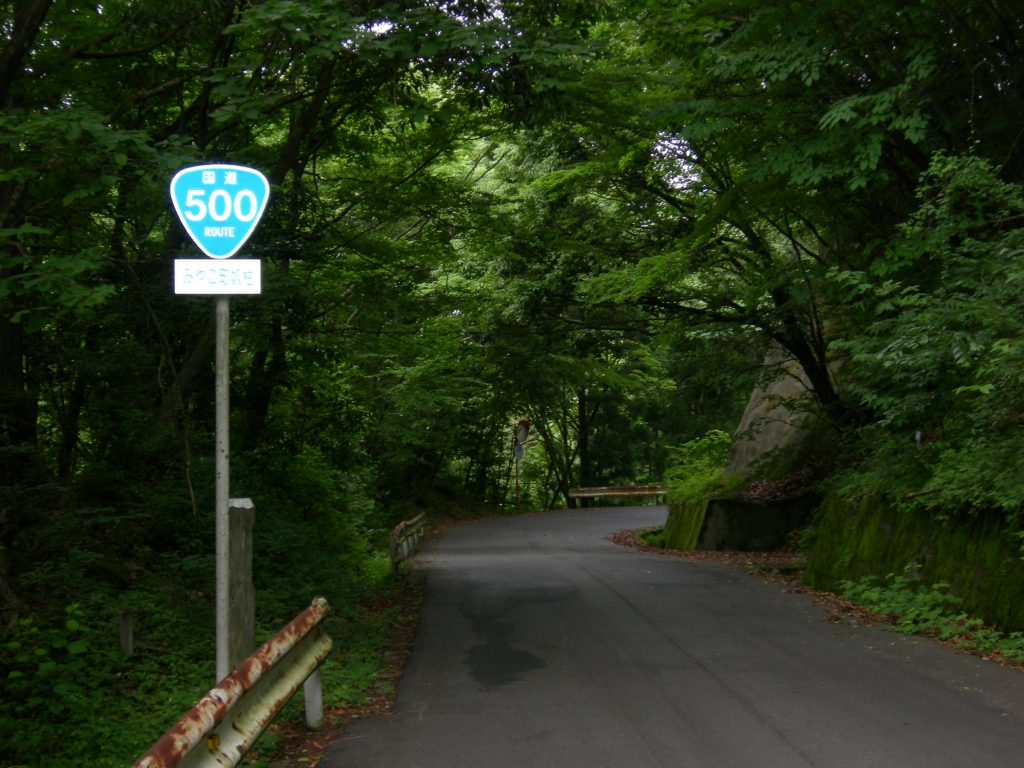
国道500号
福岡県京都郡みやこ町
野峠付近

国道500号（こくどう500ごう）は、大分県別府市から佐賀県鳥栖市に至る一般国道である。

## 概要
起点の別府市内および朝倉市から終点までを除いては、全体を通じて山間部を通る箇所が多く、未改良が多く、道幅が狭い箇所が多い。また、他の道路との重複区間が多いのもこの道路の特徴である。
起点の国道10号交点（九州横断道路入口交差点）から大分県道・熊本県道11号別府一の宮線交点（坊主地獄先交差点）までは九州横断道路の一部を構成する。傾斜地に広がる別府市中心部を登り大分県道・熊本県道11号別府一の宮線交点を過ぎると、東九州自動車道に沿ったワインディングおよび坂道になり、明礬温泉や十文字原を経て、一部速見郡日出町を通過する。この付近は大分自動車道も近くに走り、景観良好な草原である。
速水郡日出町を通過すると、山間部（一部道路改良中）を抜けて、宇佐市安心院町に入り、アフリカンサファリの近辺を通過する。宇佐市院内町で国道387号交点に至ると、院内町の中心部で国道387号と短距離の重複区間を持った後、途中に1車線程度の細い交通量の少ない山道を挟んで、名勝耶馬渓で知られる中津市本耶馬渓町に至る。
中津市本耶馬渓町曽木の国道212号交点から同市山国町宇曽までは、国道212号と重複区間となる。さらに、中津市山国町宇曽からは国道496号との重複区間となる。この区間は猿飛の甌穴など耶馬渓を代表する景勝地が点在する川沿いの快走路である。この区間は英彦山の山間部に入ると1.5車線 - 1車線となり、県境の野峠を越えると、福岡県に入る。別所（英彦山神宮参拝口）まで狭隘路であり、別所から田川郡添田町までは概ね2車線であるが一部未改良でバスも通るため線形の悪いカーブで支障がある。また英彦山山地部では秋冬季に路面に大量の枯葉があり要注意。途中からは改良済の2車線道路となり、観光施設などもまばらにある。田川郡添田町まで下り朝倉郡東峰村へと再び上る区間は2車線で開けた森林の山並みであり、連続勾配の長い坂である。
朝倉郡東峰村中心部を過ぎると再び山間部となり2車線 - 1.5車線が続く。朝倉郡東峰村小石原地区西部の朝倉市（旧：甘木市）との境界付近から、朝倉市側の江川ダムまでの5.6 kmの区間は水資源機構による小石原川ダムの建設に伴う付替工事のため2016年（平成28年）4月1日から全面通行止めとなり、2021年（令和3年）6月30日に付替道路が開通し5年ぶりに通行可能となった。この付替区間は全区間2車線となっており、小石原川ダムのダム湖（令和あさくら湖）沿いを通る。付替道路が終わるとしばらく江川ダムのダム湖沿いに通り、ダム湖と離れると2車線でカーブがきつめのワインディングがある道路となる。上秋月地区の集落を抜けたあと、秋月付近の長谷山交差点で左折し、そこから朝倉市中心部までは国道322号との重複区間となっている。朝倉市街地の東田交差点を右折し国道322号と分かれたあと、そこから終点鳥栖市までの単独区間は全線2車線になっている。
三井郡大刀洗町や朝倉郡筑前町近辺で沿線にキリンビール福岡工場が、その近辺には道沿いにコスモス園がある。秋季にはコスモス目当ての観光客のため非常に交通量が多い。小郡市に入ると、福岡県道53号久留米筑紫野線交点で大分自動車道筑後小郡ICに接続する。西鉄踏切西交差点は、西鉄小郡駅のすぐそばにあり、踏切に応じて信号が変わる交差点で、この交差点を先頭に特に甘木方面が渋滞することがある。小郡市を横断して佐賀県鳥栖市に入ると、鳥栖JCT近くの国道3号との交差点が終点となる。
全般的に山岳部は標高が高く、別所や豊前坊（高住神社）や柳峠、野峠付近では、冬季・は積雪や路面凍結により通行止めやチェーン規制になることが多く、また夏季雨季では土砂崩れ、落石、大雨、異常気象通行規制等による通行止めなどの交通規制になることが多いので通行の際は事前に道路交通情報をチェックする必要がある。

### 路線データ
一般国道の路線を指定する政令に基づく起終点および重要な経過地は次のとおり。
- 起点：別府市（九州横断道路入口交差点 = 国道10号交点、国道213号・大分県道・熊本県道11号別府一の宮線起点）
- 終点：鳥栖市（姫方町交差点 = 国道3号交点、佐賀県道205号鳥栖田代線終点）
- 重要な経過地：大分県宇佐郡院内町[注釈 3]、同県下毛郡本耶馬溪町[注釈 4]、同郡山国町[注釈 4]、福岡県京都郡犀川町[注釈 5]、同県朝倉郡小石原村[注釈 6]、甘木市[注釈 7]、小郡市
- 総延長 : 172.3 km（福岡県 68.4 km、佐賀県 1.2 km、大分県 102.8 km）重用延長を含む。[4][注釈 8]
- 重用延長 : 48.9 km（福岡県 7.7 km、佐賀県 - km、大分県 41.2 km）[4][注釈 8]
- 未供用延長 : なし[4][注釈 8]
- 実延長 : 123.4 km（福岡県 60.7 km、佐賀県 1.2 km、大分県 61.6 km）[4][注釈 8]
  - 現道 : 109.7 km（福岡県 50.1 km、佐賀県 1.2 km、大分県 58.5 km）[4][注釈 8]
  - 旧道 : 10.2 km（福岡県 7.1 km、佐賀県 - km、大分県 3.1 km）[4][注釈 8]
  - 新道 : 3.5 km（福岡県 3.5 km、佐賀県 - km、大分県 - km）[4][注釈 8]
- 指定区間：なし[5]

## 歴史
- 1993年（平成5年）4月1日 - 路線認定。
- 2016年（平成28年）4月1日 - 朝倉郡東峰村小石原地区 - 朝倉市江川地区間が小石原川ダム工事のため全面通行止めとなる（当初2020年（令和2年）3月31日までの予定）。

平成30年7月豪雨により建設中の付替道路（後述）が被災し1年延長となり、さらに2019年（令和元年）7月の豪雨、8月の豪雨により建設中の付替道路（後述）が被災し半年延長となった。しかし被災した箇所について、専門家と調査したところ、地すべりが広範囲におよぶことが判明し、その地すべり対策工事のため2020年（令和2年）11月30日までに延長となったが、令和2年7月豪雨により土砂流出等が発生し、復旧作業に期間を要することから、迂回期間が延長となった。付替道路の開通まで、この区間は、福岡県道79号朝倉小石原線、福岡県道509号塔ノ瀬十文字小郡線、朝倉市道田代・矢野竹線、福岡県道80号甘木朝倉田主丸線への迂回が必要であった。
- 2021年（令和3年）6月30日 - 小石原川ダム付替道路（5.2 km）が開通[1][2]。

## 路線状況

### 重複区間
- 国道387号（大分県宇佐市院内町副 - 宇佐市院内町原口）
- 国道212号（大分県中津市本耶馬渓町曽木 - 中津市山国町守実）
- 国道496号（大分県中津市山国町守実 - 福岡県京都郡みやこ町犀川帆柱）
- 国道211号（福岡県朝倉郡東峰村大字小石原・小石原交差点 - 朝倉郡東峰村大字小石原）
- 国道322号（福岡県朝倉市長谷山・長谷山交差点 - 朝倉市東田・東田交差点）

### 道路施設

#### 橋梁
- 大分県
  - 新別府橋（春木川、別府市）
  - 新洞鳴橋（中津市）
  - 七仙橋（山国川、中津市、国道212号重複区間内）
- 福岡県
  - 江川大橋（延長339 m[7]、小石原川、朝倉市）
  - 東田橋[注釈 9]（小石原川、朝倉市）
  - 西郷橋（陣屋川、朝倉市）
  - 大刀洗橋（大刀洗川、三井郡大刀洗町 - 朝倉郡筑前町）
  - 大板井橋（宝満川、小郡市）
- 佐賀県
  - 東田橋[注釈 10]（秋光川、鳥栖市）
  - 平田橋（山下川、鳥栖市）
  - 本郷橋（本川川、鳥栖市）

#### トンネル
起点から
- 大分県
  - 副トンネル：延長275 m、2008年（平成20年）竣工、宇佐市
  - 鹿嵐（かならせ）隧道：延長105 m、1967年（昭和42年）竣工、宇佐市 - 中津市
  - 一ツ戸隧道：延長80 m、1980年（昭和55年）竣工、中津市（国道212号重複区間内）
- 福岡県
  - 鷹巣隧道：延長25 m、1963年（昭和38年）竣工、田川郡添田町
  - 籾岳トンネル：延長458 m、2018年（平成30年）竣工、朝倉市
  - 江川東部トンネル：延長105 m、2019年（令和元年）5月竣工、朝倉市

#### 道の駅
- 大分県
  - いんない（宇佐市、国道387号重複区間）
  - 耶馬トピア（中津市）
  - やまくに（中津市、国道212号重複区間）

## 地理

### 通過する自治体
- 大分県
  - 別府市 - 速見郡日出町 - 別府市 - 宇佐市 - 中津市
- 福岡県
  - 京都郡みやこ町 - 田川郡添田町 - 朝倉郡東峰村 - 朝倉市 - 朝倉郡筑前町 - 三井郡大刀洗町 - 小郡市
- 佐賀県
  - 鳥栖市

### 交差する道路
| 交差する道路                                                       | 都道府県名 | 市町村名 | 市町村名 | 交差する場所     | 交差する場所                  |
| ------------------------------------------------------------------ | ---------- | -------- | -------- | ---------------- | ----------------------------- |
| 国道10号 国道213号 大分県道・熊本県道11号別府一の宮線 重複区間起点 | 大分県     | 別府市   | 別府市   | 汐見町           | 九州横断道路入口交差点 / 起点 |
| 大分県道645号亀川別府線 重複区間起点                               | 大分県     | 別府市   | 別府市   | 石垣東10丁目     | 石垣10丁目交差点              |
| 大分県道645号亀川別府線 重複区間終点                               | 大分県     | 別府市   | 別府市   | 石垣西10丁目     | 春木交差点                    |
| 大分県道218号別府山香線                                            | 大分県     | 別府市   | 別府市   | 大字鶴見         | 鉄輪温泉入口交差点            |
| 大分県道・熊本県道11号別府一の宮線 重複区間終点                    | 大分県     | 別府市   | 別府市   | 大字鶴見         | 坊主地獄先交差点              |
| 大分県道218号別府山香線 / バイパス                                 | 大分県     | 別府市   | 別府市   | 大字内竈         | 内かまど橋南交差点            |
| 大分県道616号塚原天間線                                            | 大分県     | 別府市   | 別府市   | 大字内竈         |                               |
| 大分県道659号津房木裳線                                            | 大分県     | 宇佐市   | 宇佐市   | 安心院町六郎丸   |                               |
| 大分県道717号久木野尾尾立線                                        | 大分県     | 宇佐市   | 宇佐市   | 安心院町六郎丸   |                               |
| 大分県道50号安心院湯布院線                                         | 大分県     | 宇佐市   | 宇佐市   | 安心院町木裳     |                               |
| 大分県道42号山香院内線                                             | 大分県     | 宇佐市   | 宇佐市   | 安心院町下毛     | ラウンドアバウト              |
| 国道387号 重複区間起点                                             | 大分県     | 宇佐市   | 宇佐市   | 院内町副         |                               |
| 国道387号 重複区間終点                                             | 大分県     | 宇佐市   | 宇佐市   | 院内町原口       |                               |
| 中津日田道路 / 本耶馬渓耶馬溪道路                                  | 大分県     | 中津市   | 中津市   | 本耶馬渓町落合   | 8 本耶馬渓IC                  |
| 大分県道667号落合斎藤線                                            | 大分県     | 中津市   | 中津市   | 本耶馬渓町折元   |                               |
| 大分県道684号羅漢寺跡田線                                          | 大分県     | 中津市   | 中津市   | 本耶馬渓町跡田   |                               |
| 中津日田道路 / 三光本耶馬渓道路                                    | 大分県     | 中津市   | 中津市   | 本耶馬渓町跡田   | 7 青の洞門・羅漢寺IC          |
| 国道212号 重複区間起点                                             | 大分県     | 中津市   | 中津市   | 本耶馬渓町曽木   |                               |
| 福岡県道・大分県道111号東上戸原線                                  | 大分県     | 中津市   | 中津市   | 耶馬溪町大字戸原 |                               |
| 福岡県道・大分県道2号豊前耶馬溪線                                  | 大分県     | 中津市   | 中津市   | 耶馬溪町大字柿坂 |                               |
| 大分県道28号森耶馬溪線                                             | 大分県     | 中津市   | 中津市   | 耶馬溪町大字柿坂 |                               |
| 大分県道702号平原耶馬溪線                                          | 大分県     | 中津市   | 中津市   | 耶馬溪町大字大島 | 下郷入口交差点                |
| 中津市日田道路 / 耶馬溪山国道路                                    | 大分県     | 中津市   | 中津市   | 耶馬溪町大字大島 | 10 下郷交差点                 |
| 大分県道646号津民中摩線                                            | 大分県     | 中津市   | 中津市   | 山国町中摩       |                               |
| 大分県道43号玖珠山国線                                             | 大分県     | 中津市   | 中津市   | 山国町中摩       |                               |
| 国道212号 重複区間終点 国道496号 重複区間起点                      | 大分県     | 中津市   | 中津市   | 山国町守実       |                               |
| 国道496号 重複区間終点                                             | 福岡県     | 京都郡   | みやこ町 | 犀川帆柱         |                               |
| 福岡県道451号英彦山添田線                                          | 福岡県     | 田川郡   | 添田町   | 大字津野         |                               |
| 福岡県道418号英彦山香春線                                          | 福岡県     | 田川郡   | 添田町   | 大字英彦山       | 英彦山交差点                  |
| 福岡県道52号八女香春線 重複区間起点 福岡県道431号彦山停車場線      | 福岡県     | 田川郡   | 添田町   | 大字落合         |                               |
| 福岡県道52号八女香春線 重複区間終点                                | 福岡県     | 田川郡   | 添田町   | 大字落合         |                               |
| 国道211号 重複区間起点                                             | 福岡県     | 朝倉郡   | 東峰村   | 大字小石原       | 小石原交差点                  |
| 国道211号 重複区間終点                                             | 福岡県     | 朝倉郡   | 東峰村   | 大字小石原       |                               |
| 福岡県道79号朝倉小石原線 福岡県道509号塔ノ瀬十文字小郡線           | 福岡県     | 朝倉郡   | 東峰村   | 大字小石原       |                               |
| 福岡県道80号甘木朝倉田主丸線                                       | 福岡県     | 朝倉市   | 朝倉市   | 上秋月           | 上秋月交差点                  |
| 国道322号 重複区間起点 福岡県道594号女男石野町線                   | 福岡県     | 朝倉市   | 朝倉市   | 長谷山           | 長谷山交差点                  |
| 国道386号                                                          | 福岡県     | 朝倉市   | 朝倉市   | 持丸             | 持丸北交差点                  |
| 福岡県道・大分県道112号福岡日田線                                  | 福岡県     | 朝倉市   | 朝倉市   | 甘木             | 朝倉総合庁舎入口交差点        |
| 福岡県道523号甘木停車場線 重複区間起点                             | 福岡県     | 朝倉市   | 朝倉市   | 庄屋町           | 甘鉄駅前交差点                |
| 福岡県道523号甘木停車場線 重複区間終点                             | 福岡県     | 朝倉市   | 朝倉市   | 甘木             | 庄屋町交差点                  |
| 国道322号 重複区間終点 福岡県道8号馬田頓田線                       | 福岡県     | 朝倉市   | 朝倉市   | 東田             | 東田交差点                    |
| 福岡県道592号下浦甘木線 重複区間起点                               | 福岡県     | 朝倉市   | 朝倉市   | 馬田             | 馬田交差点                    |
| 福岡県道592号下浦甘木線 重複区間終点                               | 福岡県     | 朝倉市   | 朝倉市   | 馬田             |                               |
| 福岡県道583号上高橋野町線 福岡県道594号女男石野町線                | 福岡県     | 朝倉郡   | 筑前町   | 野町             | 原地蔵交差点                  |
| 福岡県道597号三箇山山隈線                                          | 福岡県     | 朝倉郡   | 筑前町   | 山隈             | 山隈交差点                    |
| 福岡県道・佐賀県道132号本郷基山停車場線                            | 福岡県     | 三井郡   | 大刀洗町 | 大字高樋         | 大刀洗町十文字交差点          |
| 福岡県道53号久留米筑紫野線                                         | 福岡県     | 小郡市   | 小郡市   | 松崎             | 小郡IC南交差点                |
| 福岡県道737号吹上北野線                                            | 福岡県     | 小郡市   | 小郡市   | 上岩田           | 上岩田交差点                  |
| 福岡県道88号久留米小郡線                                           | 福岡県     | 小郡市   | 小郡市   | 小郡             | 小郡郵便局前交差点            |
| 福岡県道・佐賀県道131号小郡基山線                                  | 福岡県     | 小郡市   | 小郡市   | 小郡             | 小郡自衛隊入口交差点          |
| 国道3号 佐賀県道205号鳥栖田代線                                    | 佐賀県     | 鳥栖市   | 鳥栖市   | 姫方町           | 姫方町交差点 / 終点           |

### 交差する鉄道
- 日豊本線
- 日田彦山線BRT
- 西鉄甘木線
- 西鉄天神大牟田線

### 沿線
国道重複区間を除く。
- 実相寺、中央公園
- 鉄輪温泉
- 別府地獄
- 鉱泥温泉
- 明礬温泉、薬師寺
- APU立命館アジア太平洋大学
- 十文字原高原
- 陸上自衛隊十文字原演習場
- E10 東九州自動車道 10-1 別府湾SIC
- 九州自然動物公園アフリカンサファリ
- 東椎屋の滝（滝百選）
- 東椎屋のイチイガシ
- 本耶馬渓
- 羅漢寺
- 耶馬渓博物館
- 英彦山神宮
- 望雲台
- 福岡県立英彦山青年の家
- 英彦山の鬼杉
- 英彦山大権現
- 英彦山スロープカー
- 英彦山温泉
- JR九州日田彦山線・日田彦山線BRT 彦山駅
- 爆発踏切
- 行者杉
- 小石原焼窯元
- 松尾城跡
- 小石原川ダム
- 江川ダム
- 秋月地区
- キリンビール福岡工場
- 菊池武光像
- 大刀洗陸軍飛行場

### 峠
起点から
- 大分県
  - 野峠（中津市 - 福岡県田川郡添田町）
- 福岡県
  - 柳峠（田川郡添田町）